# Liste der Autobahnen in Serbien

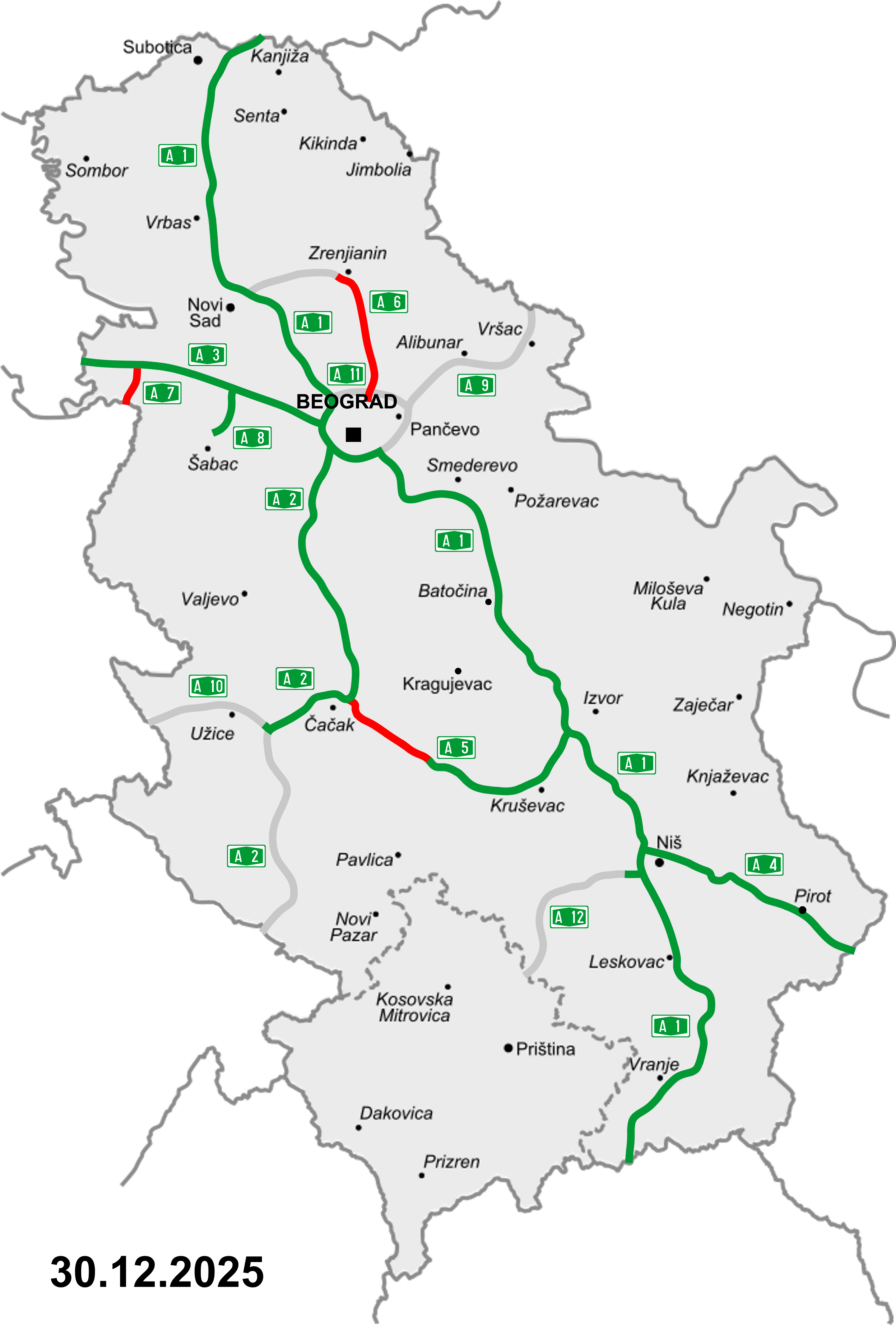
Aktuelles Autobahnnetz in Serbien (ohne Kosovo)
unter Verkehr
in Bau
in Planung

Diese Liste der Autobahnen in Serbien gibt einen Überblick über das Autobahnnetz in Serbien. Derzeit gibt es etwa 1000 km an Autobahnen (serbisch Аутопутеви Autoputevi, singular Аутопут/Autoput). Zusätzlich befinden sich rund 173 km in Bau. Nach der Verordnung über die Klassifizierung der Nationalstraßen am 12. Oktober 2023 soll das geplante Autobahnnetz aus zwölf Verbindungen mit einer Gesamtlänge von etwa 1550 Kilometern umfassen.
Die wichtigste und mit rund 600 km längste Autobahnverbindung ist die Nord-Süd-Verbindung A1. Daneben befindet sich die A2 als Nord-Süd-Verbindung bis Čačak sowie als West-Ost-Verbindung weiter über Požega bis Boljare als zweitlängste Autobahn in Bau bzw. Planung. Eine weitere Nord-Süd-Verbindung ist die A8, die von Ruma nach Šabac führt. Weitere West-Ost-Verbindungen sind die A3, A4 und A5.
Für die Verwaltung und für den Bau der serbischen Autobahnen sowie der Magistralstraßen ist die Gesellschaft Putevi Srbije im Auftrag der serbischen Regierung verantwortlich.

## Liste der Autobahnen
Die Bezeichnungen wurden mit der Reform der Nummerierungen des serbischen Straßennetzes im Jahr 2013 festgelegt und bestehen nun aus einem A als Abkürzung für Autoput und einer Ziffer.
| Nr.   | Europastraße(n)        | Bezeichnungen                                                     | Von (Nord bzw. West) | Via | Bis (Süd bzw. Ost) | Gesamt- länge | in Betrieb | in Betrieb | Im Bau   |
| ----- | ---------------------- | ----------------------------------------------------------------- | -------------------- | --- | ------------------ | ------------- | ---------- | ---------- | -------- |
| A1    | E70 · E75 · E80 · E761 | Autoput Koridor 10 Sever Autoput Koridor 10 Jug (ehem. M22 u. M1) | Horgoš / HU          | Subotica – Bačka Topola – Vrbas – Novi Sad – Inđija – Belgrad – Smederevo – Požarevac – Batočina – Jagodina – Ćuprija – Paraćin – Pojate – Aleksinac – Niš – Leskovac – Vranje – Bujanovac | Preševo / MK       | 0590,0 km     | 0590,0 km  | 0100 %     |          |
| A2    | E761 · E763            | Autoput Miloš Veliki (ehem. M22)                                  | Belgrad              | Obrenovac – Takovo – Preljina – Čačak – Požega – Ivanjica | Boljare / MNE      | 0258,0 km     | 0128,4 km  | 49,77 %    | 31,7 km  |
| A3    | E70                    | Autoput Koridor 10 Zapad (ehem. M1)                               | Batrovci / HR        | Sremska Mitrovica – Ruma | Belgrad            | 094,5 km      | 094,5 km   | 100 %      |          |
| A4    | E80                    | Autoput Koridor 10 Istok (ehem. M1.12)                            | Niš                  | Bela Palanka – Pirot – Dimitrovgrad | Gradina / BG       | 0105,0 km     | 00105,0 km | 0100 %     |          |
| A5    | E761                   | Autoput Vožd Karađorđe                                            | Preljina             | Čačak – Kraljevo – Kruševac | Pojate             | 0112,4 km     | 057,9 km   | 65 %       | 054,5 km |
| A6    |                        | Autoput Novi Sad–Belgrad                                          | Novi Sad             | Zrenjanin | Belgrad            | 0105,4 km     | 0000 km    | 000 %      | 067,7 km |
| A7    |                        | Autoput Kuzmin–Sremska Rača                                       | Kuzmin               | | Sremska Rača / BIH | 017,0 km      | 0000 km    | 000 %      | 017,0 km |
| A8    |                        | Autoput Ruma–Šabac                                                | Ruma                 | | Šabac              | 0021,1 km     | 021,1 km   | 0100 %     |          |
| A9    | E70                    | Autoput Pančevo–Vatin                                             | Bubanj Potok         | Pančevo – Vršac | Vatin / RO         | 0069,0 km     | 0000 km    | 000 %      |          |
| A10   | E761 · E763            | Autoput Požega–Kotroman                                           | Požega               | Užice | Kotroman / BIH     | 061,0 km      | 0000 km    | 000 %      | 01,8 km  |
| A11   |                        | Autoput Pančevo–Batajnica                                         | Pančevo              | Borča | Batajnica          | 038,0 km      | 0000 km    | 000 %      |          |
| A12   | E80                    | Autoput Niš–Merdare                                               | Niš                  | Prokuplje – Kuršumlija | Merdare / KOS      | 077,0 km      | 05,0 km    | 06 %       |          |
| Summe | Summe                  | Summe                                                             | Summe                | Summe | Summe              | 1548,4 km     | 01001,9 km | 064 %      | 172,7 km |

Stand: 23. Dezember 2024